# Linia kolejowa Mga – Budogoszcz
Linia kolejowa Mga – Budogoszcz – linia kolejowa w Rosji łącząca stację Mga ze stacją Budogoszcz. Zarządzana jest przez region petersburski (z wyjątkiem stacji Budogoszcz należącej do regionu wołchowstrojewskiego) Kolei Październikowej (część Kolei Rosyjskich). 
Linia położona jest w obwodzie leningradzkim. Na całej długości jest zelektryfikowana i jednotorowa.